# Lactobacillus agilis
Lactobacillus agilis è una specie di batterio appartenente alla famiglia delle Lactobacillaceae.